# Reza Schah Pahlavi

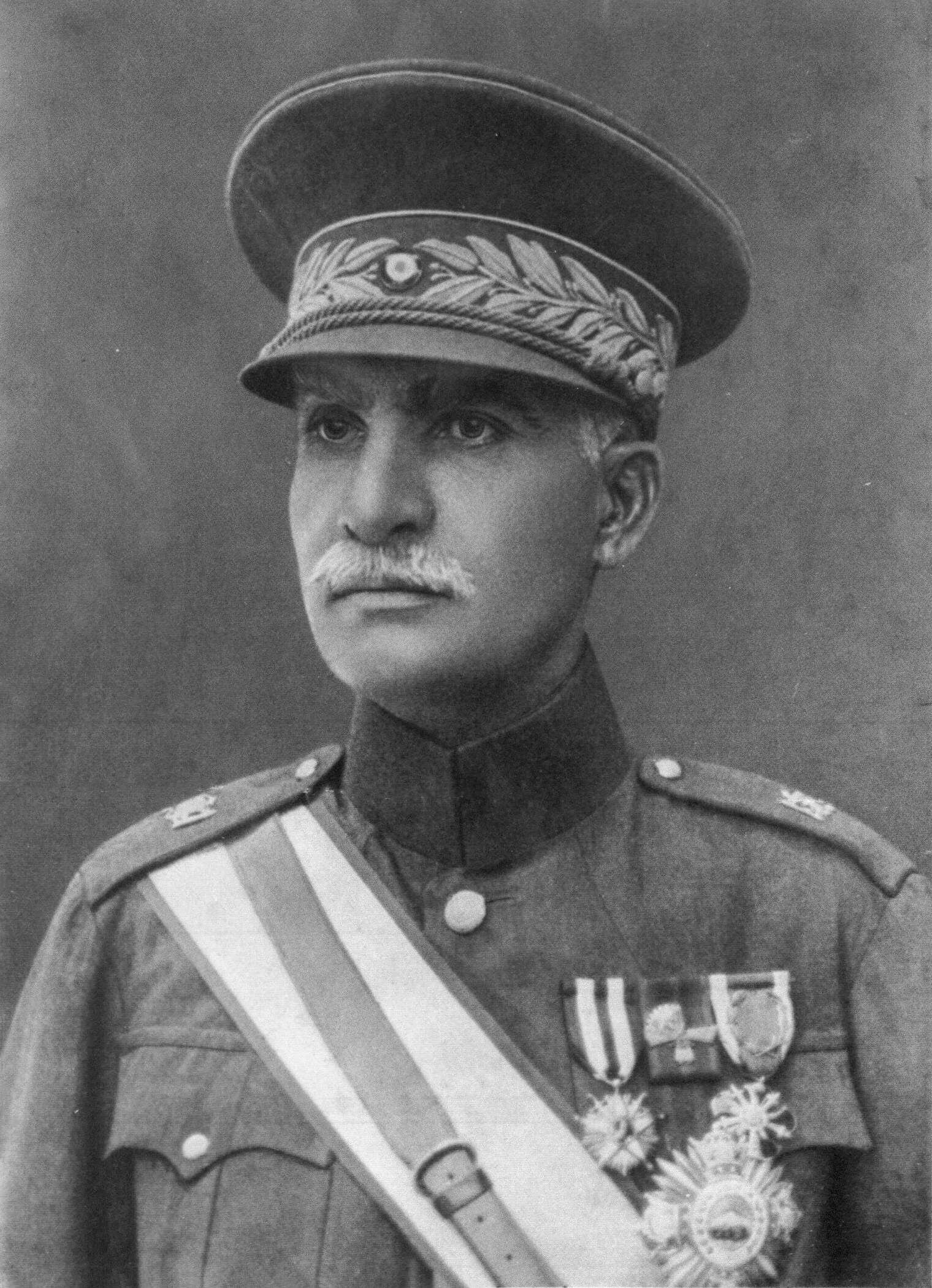
Reza Schah Pahlavi (offizielles Porträt, 1931)

Reza Schah Pahlavi (persisch رضا شاه پهلوی, DMG Reżā Šāh-e Pahlawī [rezɔːˈʃɔːh-e pæɦlæˈviː]), bis 5. Dezember 1925 Reza Chan, auch Reza Khan (persisch رضا خان [reˈzɔː xɔːn]), (geboren am 15. März 1878 in Ālāscht/Savādkuh, Mazandaran, Iran; gestorben am 26. Juli 1944 in Johannesburg, Südafrika) war von 1925 bis 1941 Schah von Persien. Er begann seine militärische Laufbahn als einfacher Soldat in der persischen Kosakenbrigade und stieg bis zu deren Oberkommandierendem (Sardar Sepah) auf. Seine politische Laufbahn begann er als Kriegsminister im Kabinett von Seyyed Zia al Din Tabatabai. Später wurde er unter Ahmad Schah Premierminister und nach dessen Absetzung durch das Parlament Schah von Persien.

## Leben
Reza Chan Savadkuhi (Reza Chan von Savadkuh) stammte aus einfachsten Verhältnissen. Er wurde 1878 in Ālāscht im Bezirk Savādkuh der Provinz Mazandaran als Sohn des Abbas Ali und seiner zweiten Ehefrau Noushafarin geboren. Savadkuh war ein unbedeutender Bezirk hoch im nördlichen Gebirge Irans, der zur Jahrhundertwende etwa 1000 Einwohner zählte. Abbas Ali starb ungefähr drei bis sechs Monate nach der Geburt seines Sohnes. Seine Mutter Noushafarin überlebte ihren Ehemann nur wenige Jahre. Seine Kindheit, in der er keine formale Schulausbildung erhielt, verbrachte Reza in Teheran bei seinem Onkel Abolqasem Beig, einem Stabsfeldwebel bei der persischen Kosakenbrigade.

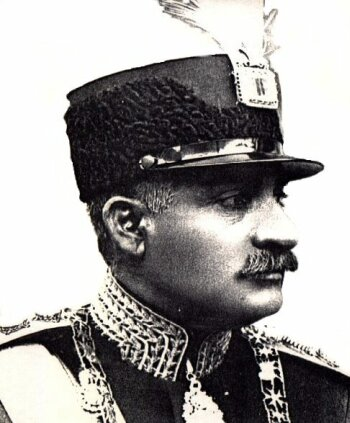
Reza Schah Pahlavi mit Pahlavi-Mütze

### Militärische Laufbahn
Sein Onkel schrieb Reza 1891 bei der persischen Kosakenbrigade ein. Da er erst 14 Jahre alt war, arbeitete er zunächst als Aushilfe in der Kantine oder als Ordonnanz für jüngere Offiziere. Mit 15 wurde er als einfacher Soldat einer Artillerieeinheit zugewiesen. Nach der Grundausbildung diente er als Wache bei der deutschen, der niederländischen und der belgischen Botschaft. 1903 kam er zu einer Artillerieeinheit, die von seinem Onkel Kazem Aqa befehligt wurde. 1911, während der konstitutionellen Revolution, diente er unter dem Oberkommando von Abdol Hossein Mirza Farmanfarma. Er kämpfte in einer militärischen Einheit gegen Salar al Doleh, den Bruder von Mohammed Ali Schah, der die 1906 geschaffene konstitutionelle Monarchie unter Ahmad Schah und deren Regierung stürzen wollte. Offensichtlich bewährte sich Reza Chan in diesen Kämpfen, denn er wurde zum Oberleutnant befördert.

Im Ersten Weltkrieg wurde Iran von russischen, britischen und osmanischen Truppen besetzt. Reza Chan bekleidete inzwischen den Rang eines Obersten. 1918 beteiligte er sich an einer Revolte gegen den von Alexander Fjodorowitsch Kerenski eingesetzten Kommandeur der persischen Kosakenbrigade, Oberst Clerge. Clerge wurde beschuldigt, die Bolschewiken zu unterstützen, und daraufhin vom stellvertretenden Kommandeur Starosselsky mit Hilfe von Reza Chan, dem ranghöchsten iranischen Offizier der in Hamadan stationierten Abteilung der persischen Kosakenbrigade, abgesetzt. Zum Dank für seine Unterstützung beförderte Starosselsky Reza Chan Mitte 1918 zum Brigadegeneral (Sartip).

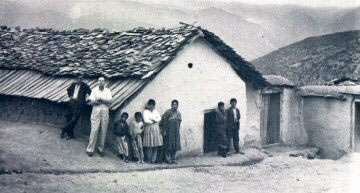
Reza Chans Geburtshaus in Alascht

Nach der Oktoberrevolution wurde die Lage für die russischen Offiziere in der persischen Kosakenbrigade problematisch. Die politische Unterstützung aus Russland war nach der Abdankung des Zaren entfallen. Alle Offiziere hatten nur Privatverträge mit der iranischen Regierung, die jederzeit gekündigt werden konnten. Hinzu kam, dass in Nordpersien Mirza Kutschek Chan eng mit den russischen Revolutionären zusammenarbeitete und in Gilan und Mazandaran inzwischen ein Bürgerkrieg zwischen separatistischen Bewegungen und der Zentralregierung ausgebrochen war. Die Briten, die in Russland die Weiße Armee unterstützten und an einer stabilen Lage in Iran interessiert waren, verhandelten unter anderem auch mit Reza Chan darüber, die verbliebenen russischen Offiziere der persischen Kosakenbrigade abzulösen und vollständig gegen britische Offiziere auszuwechseln. Reza Chan lehnte dies ab und ließ in dem von ihm geführten Truppenteil bis Ende 1920 alle russischen Offiziere durch iranische ersetzen.

### Politische Laufbahn
Am 21. Februar 1921 marschierte Reza Chan als Kommandeur der in Qazvin stationierten Einheit der Kosakenbrigade nach Teheran. Mit diesem unblutigen Putsch vom 21. Februar 1921 wurde der Rücktritt des Premierministers Sepahdar erzwungen. Reza Chan wurde zunächst Oberkommandierender der Kosakenbrigade (Sardar Sepah) und am 25. April 1921 Kriegsminister im Kabinett des neuen Premierministers Seyyed Zia al Din Tabatabai. Auf Druck von Ahmad Schah wurde dieser am 25. Mai 1921 durch Ahmad Qavam als Premierminister ersetzt. Reza Chan, der Verteidigungsminister blieb, leitete eine umfangreiche Armeereform ein, an deren Ende nicht mehr wie bislang drei voneinander unabhängige militärische Verbände, sondern eine neue, einheitliche persische Armee stehen sollte. Deren Kern bildete er zunächst, indem er die Persische Gendarmerie und die persische Kosakenbrigade zusammenlegte. Mit Einheiten der Kosakenbrigade ging er gegen Mirza Kutschek Chan und die Dschangalis vor, der im Norden Persiens eine unabhängige Sozialistische Sowjetrepublik Iran ausgerufen hatte. Reza Chan schlug die Dschangali-Bewegung – begünstigt durch interne Streitigkeiten – im Dezember 1921 brutal nieder. 

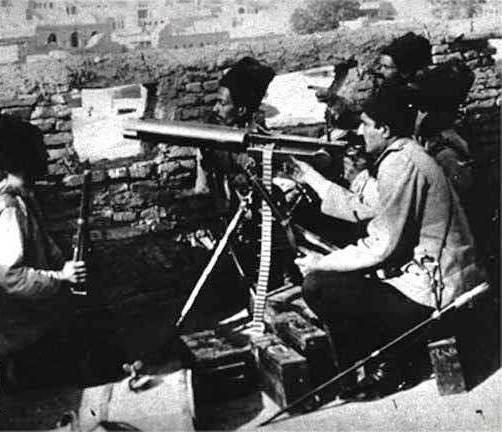
Reza Chan als Soldat der persischen Kosakenbrigade

Die von Reza Chan eingeleitete Armeereform hatte ihren Preis. Die Stärke der Truppe war auf 34.000 Mann angewachsen. Ausbildung und Neubewaffnung verschlangen erhebliche Summen, die aus den Konzessionsabgaben der Anglo-Persian Oil Company (APOC) finanziert wurden. Im Dezember 1921 war die Integration der Gendarmerie und der Kosakenbrigade formell abgeschlossen. Die weitere Reform sollte von einer parlamentarischen Kommission bestimmt werden. Reza Chan gab am 5. Januar 1922 die neue, von der parlamentarischen Kommission beschlossene Struktur der Armee bekannt. Die Armee sollte fünf Divisionen umfassen, stationiert in Teheran, Tabriz, Hamadan, Isfahan und Mashad. Jede Division sollte 10.000 Mann und neben fünf Infanterieeinheiten aus je einer Kavallerie-, Artillerie- und Versorgungseinheit bestehen.
Am 24. Januar 1922 berief Ahmad Schah Premierminister Qavam wegen schwerwiegender Korruptionsvorwürfe ab und ernannte Hassan Pirnia zu seinem Nachfolger. Auch in dessen Kabinett blieb Reza Chan Verteidigungsminister. Zum Justizminister wurde Abdolhossein Teymurtash berufen, der später unter Reza Schah eine bedeutsame Rolle bei den anstehenden politischen und wirtschaftlichen Reformen spielen sollte. Die wichtigste Aufgabe, die sich Pirnia vorgenommen hatte, war eine umfassende Justizreform. Pirnia war es auch, der nach Morgan Shuster wieder einen US-amerikanischen Finanzberater anwarb und Arthur Millspaugh ins Land holte. Zudem wollte er der amerikanischen Standard Oil eine Ölförderlizenz im Norden Irans bewilligen, um den britischen Einfluss auf die Politik Irans zu mindern. Der Protest der Briten, die die APOC gerne an der Ölförderung im Norden beteiligt gesehen hätten, blieb nicht aus.

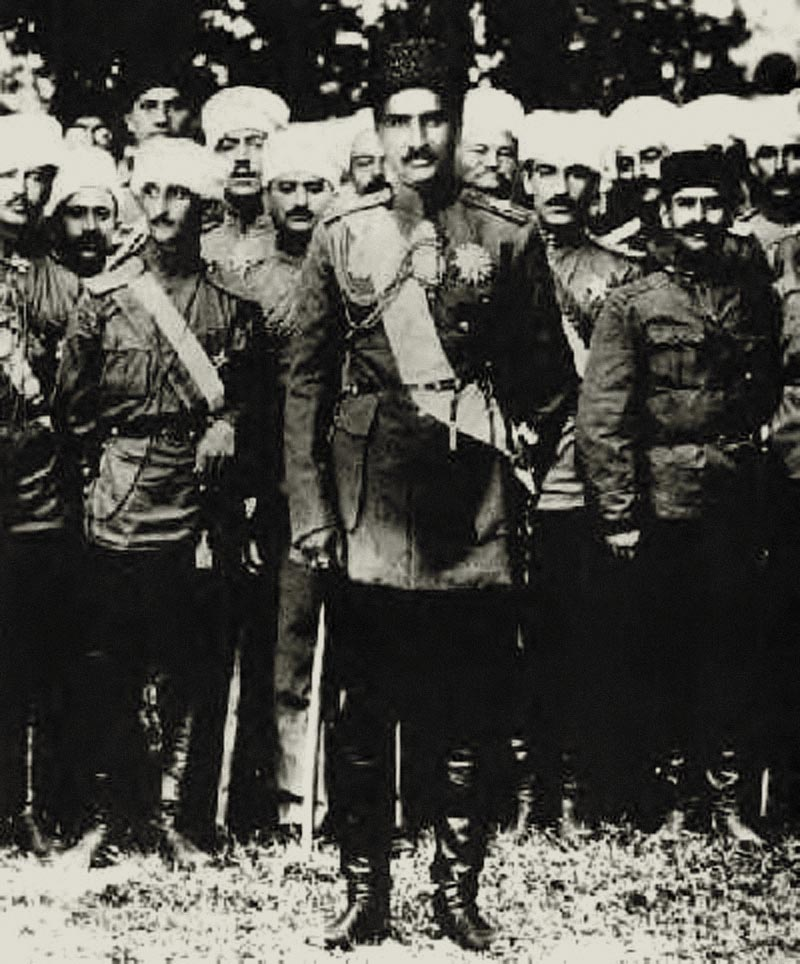
Reza Chan als Sardar Sepah

1922 ging Reza Chan gegen weitere separatistische Bewegungen vor und besiegte in Aserbaidschan Esmail Simko, der im Westen Irans einen eigenständigen kurdischen Staat gründen wollte. Reza Chan forderte weitere Mittel, um auch gegen die Separatisten im Süden und Osten des Landes vorgehen zu können. Als ihm diese verweigert wurden, reichte er am 7. Oktober 1922 seinen Rücktritt als Verteidigungsminister ein. Da Ahmad Schah in Paris weilte, wandte er sich an den Kronprinzen Hassan Mirza, der sein Rücktrittsgesuch allerdings ablehnte. Pirnia trat nach dieser Kabinettskrise zurück und Ahmad Qavam wurde erneut Premierminister. Im Dezember 1922 kehrte Ahmad Schah nach elfmonatigem Aufenthalt in Europa nach Iran zurück. Reza Chan empfing ihn in Buschehr mit einer militärischen Abordnung und organisierte in Teheran eine Truppenparade, um den Schah über den Stand der Armeereform zu informieren. Ahmad Schah war sichtlich beeindruckt.
Die wichtigste Aufgabe Premierminister Qavams bestand darin, mit der Sowjetunion ein Abkommen zu schließen, das als Folgeabkommen des nach dem Ersten Weltkrieg von der Sowjetregierung als nichtig betrachteten Vertrags von Sankt Petersburg aus dem Jahr 1907 die Beziehungen zwischen der Sowjetunion und Iran neu regeln sollte. Die Sowjetunion war vor allem an einer Ölförderlizenz im Norden Irans interessiert, die Qavam aber an amerikanische Unternehmen vergeben wollte. Nach dem Scheitern dieser Vertragsverhandlungen trat Qavam am 26. Januar 1923 zurück. Hassan Mostofi wurde Premierminister. Reza Chan blieb auch in diesem Kabinett Verteidigungsminister. Mostofi stieß im Parlament allerdings auf erheblichen Widerstand, und nachdem sein Haushaltsentwurf für das kommende Jahr im Parlament abgelehnt worden war, trat auch Mostofi zurück und Hassan Pirnia wurde wieder Premierminister. Reza Chan blieb Verteidigungsminister. Auch dieses Mal sollte die Regierungszeit Pirnias nicht lange dauern. Bereits am 23. Oktober 1923 trat er zurück.

### Premierminister
Am 26. Oktober 1923 wurde Reza Chan Premierminister. Ahmad Schah ernannte seinen Bruder, den Kronprinzen Mohammad Hassan Mirza, zum Regenten und reiste am 2. November 1923 nach Europa ab. Ahmad Schah hatte zu diesem Zeitpunkt nicht ahnen können, dass auch das Ende der Kadscharendynastie nahe war. Am 29. Oktober 1923 hatte Mustafa Kemal Pascha in der Türkei die Republik ausgerufen und das Kalifat abgeschafft. Am 20. April 1924 wurde die neue türkische Verfassung in Kraft gesetzt, mit der die Scharia abgeschafft wurde. Bereits am 20. Januar 1924 war in einer türkischen Zeitung ein Artikel erschienen, in dem die Staatsform der Republik auch für Iran gefordert wurde.

#### Persien soll Republik werden
Das neue Kabinett unter Premierminister Reza Chan war im Parlament nicht unumstritten, da es viele neue Gesichter enthielt (Äußeres: Foroughi (Zoka-ol-molk), Unterricht: Suleiman Mirza, Finanzen: Modir-ol-molk, Post und Telegraphen: Khoda Ya Khan, Handel: Hadji Esol-Mamalek, Justiz: Moased-es-saltaneh, Inneres: Mirza Ghassem Khan, Krieg: Reza Chan). Völlig unstrittig war allerdings die Berufung von Mohammad Ali Foroughi zum Außenminister. Foroughi galt als sehr kompetent und sollte in der weiteren politischen Entwicklung eine entscheidende Rolle spielen. Am 21. März 1924 trug Reza Chan im Parlament seine Vorstellung von der Zukunft Persiens vor. Danach sollte die Monarchie von einer Republik abgelöst werden. Die politische Entwicklung in der Türkei hatte aus seiner Sicht den Weg auch für Iran vorgezeichnet. Die Mehrheit im Parlament schien diesen Vorschlag zu unterstützen. Doch gelang es dem konservativen Geistlichen Hassan Modarres, durch Verzögerungstaktik, beleidigende Anschuldigungen und politisches Taktieren die Mehrheit der Abgeordneten so zu verunsichern, dass am Ende keine Abstimmung über diese Frage zu Stande kam. Nachdem Modarres von einem Abgeordneten, der für die Republik war, während einer seiner beleidigenden Zwischenrufe eine Ohrfeige erhalten hatte, war die Sache gegen die Republik entschieden. Diese Ohrfeige galt als eindeutiges Zeichen, dass die Befürworter einer Republik keinen Respekt vor der Geistlichkeit hätten. Auch ein Zusammentreffen mit dem Klerus in Qom am 1. April 1924 wurde für Reza Chan zu einer Enttäuschung. Die drei obersten Geistlichen, die Ajatollahs Abdul Hassan Isfahani, Abdolkarim Haeri Yazdi und Muhammad Husain Naini wollten unbedingt die Monarchie erhalten wissen und lehnten eine Republik ab. Sie befürchteten, dass in einer Republik die Säkularisierung Irans voranschreiten werde und die Geistlichkeit so an Macht und Einfluss verlieren würde.

#### Reza Chan tritt zurück
Nachdem Reza Chan mit seinen Plänen, Persien zu einer Republik zu machen, gescheitert war, beschloss er am 7. April 1924, als Premierminister zurückzutreten und auch das Oberkommando des Heeres abzugeben. Ahmad Schah, der sich in Paris aufhielt, sandte an den Präsidenten des Parlaments ein Telegramm mit dem Wortlaut: „Reza Khan hat die Regierung und das Volk von Iran verraten. Er ist als Premierminister entlassen.“ Das Telegramm von Ahmad Schah wurde im Parlament verlesen, was zu tumultartigen Szenen führte. Die Nachricht von der Entlassung Reza Chans verbreitet sich wie ein Lauffeuer. Aus dem ganzen Land kamen Solidaritätstelegramme mit der Bitte, Reza Chan möge zurückkehren. Lokale Militärkommandeure in den Provinzen drohten ebenfalls mit ihrem Rücktritt, woraufhin das Parlament mit 94 gegen 5 Stimmen beschloss, dass Reza Chan zurückkehren und das Amt des Premierministers wieder übernehmen müsse. Am 8. April suchte eine Abordnung von Parlamentsabgeordneten Reza Chan in seinem Haus auf und erklärte ihm, dass das Parlament ihm sein volles Vertrauen ausgesprochen habe und er als Premierminister weiterarbeiten könne. Ahmad Schah erkannte das Votum des Parlaments an und informierte den Kronprinzen, dass er Reza Chan damit beauftragt hätte, ein neues Kabinett zusammenzustellen.

#### Reza Chan wird erneut Premierminister

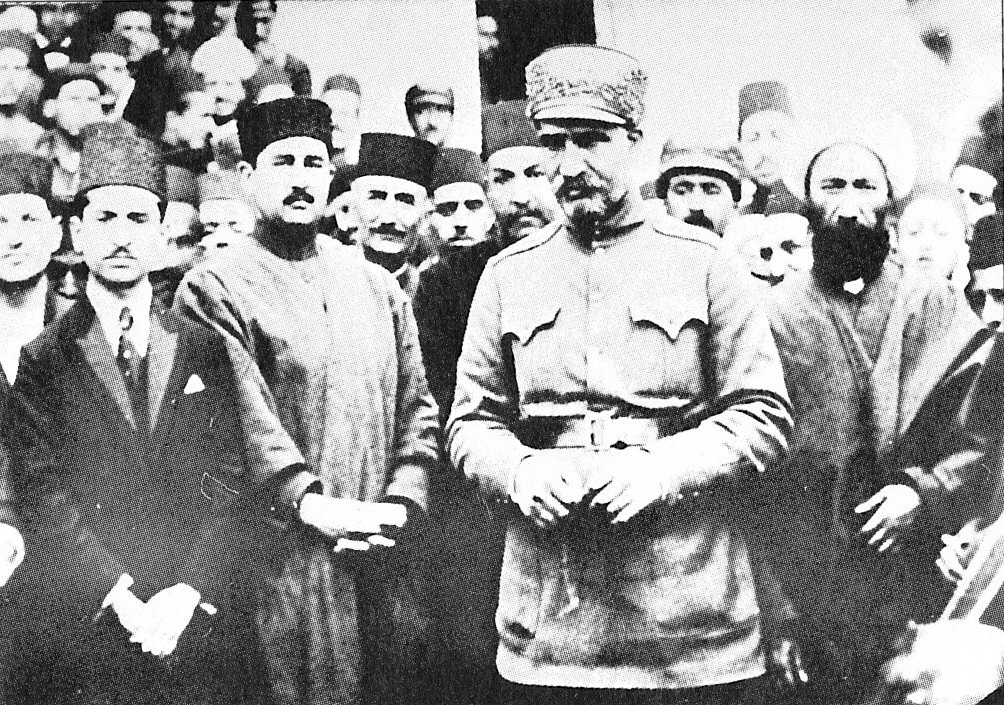
Premierminister Reza Chan nach der Festnahme von Scheich Chaz'al

Am 13. April 1924 gab Reza Chan die Zusammensetzung seines neuen Kabinetts bekannt (Premierminister und Krieg: Reza Chan, Äußeres: Foroughi (Zoka-ol-Molk), Finanzen: Mirza Mahmud Chan Modir-ol-molk, Post und Telegraphen: Amir Ikhtedar, Justiz: Muazzad-es-saltaneh, Öffentliche Arbeiten: Musjar-ed-dowleh, Innen: Mirza Khasem Khan Sur-es-rafil) und nahm seine Amtsgeschäfte als Premierminister wieder auf. Die wohl bedeutsamste Entscheidung in diesem Jahr war die Entmachtung von Scheich Khazʽal Ibn Jabir. Der Scheich verwaltete die Provinz Chuzestan (damals noch Arabistan) weitgehend selbständig und ohne viel Rücksicht auf die Entscheidungen der Zentralregierung in Teheran. Finanziell unterstützt wurde er von der britischen Regierung, lagen doch in Chuzestan die Ölquellen und die Anlagen der APOC. Reza Chan gelang es durch Einsatz der Armee und der im Aufbau befindlichen Luftwaffe, die Milizen des Scheichs so unter Druck zu setzen, dass sie kampflos aufgaben. Sein gesamter Besitz wurde beschlagnahmt und der Scheich in Teheran unter Hausarrest gestellt.

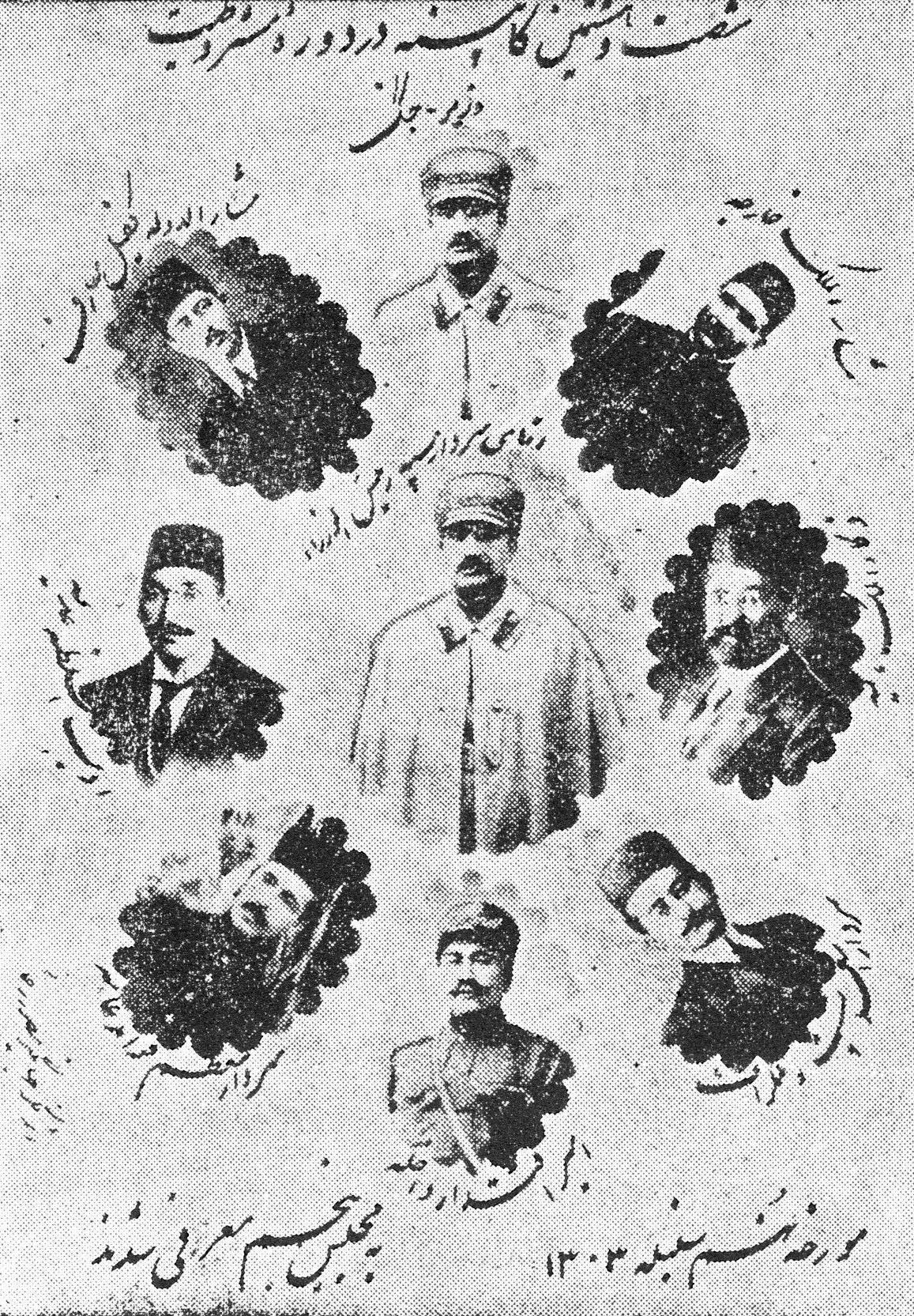
Premierminister Reza Chan und sein zweites Kabinett, 1924

Nach diesem Sieg war Reza Chan in seinem Amt als Premierminister unumstritten. Mit seiner parlamentarischen Mehrheit nahm er nun den Aufbau Irans zu einem Nationalstaat in Angriff. Am 1. April 1925 wurde das Gesetz zur Korrektur des offiziellen Kalenders verabschiedet. Die Monate, die bislang arabische oder türkische Benennungen hatten, trugen jetzt wieder die alten persischen Namen. Die ersten sechs Monate im Jahr dauern 31 Tage, die nächsten fünf Monate 30 Tage und der letzte Monat im Jahr 29 Tage oder im Schaltjahr 30 Tage. Am 21. April wurde per Gesetz die erste staatliche iranische Bank, die Bank Artesh, später Bank Sepah (Armeebank), gegründet. Am 5. Mai 1925 wurde das Gesetz zu „Identität und persönlichem Stand“ verabschiedet. Alle Perser waren nun verpflichtet, einen Nachnamen zu führen und sich bei den neu geschaffenen Meldebehörden registrieren zu lassen. Alle Iraner erhielten einen Personalausweis, in den das Datum, der Name, das Geburtsdatum und der Ehestand eingetragen wurden. Alle Kadscharentitel, auch jene, die als Namensbestandteil benutzt worden waren, wurden ersatzlos gestrichen. Reza Chan selbst legte seinen bis dahin als Namensbestandteil benutzten Titel Sardar Sepah ab und wählte den Nachnamen „Pahlavi“. Am 22. Mai 1925 wurde das gesetzliche Zuckermonopol geschaffen. Auf Zucker wurde eine Steuer erhoben, mit der der Bau der geplanten Transiranischen Eisenbahn finanziert werden sollte. Am 8. Juni 1925 wurde die allgemeine Wehrpflicht mit einem Wehrdienst von zwei Jahren eingeführt. Auf Anweisung Reza Chans dienten zum ersten Mal in der jüngeren Geschichte Irans die Söhne der reichen Nachkommen der Kadscharen und Stammesfürsten gemeinsam mit den Söhnen ihrer Diener und Bauern.

### Schah

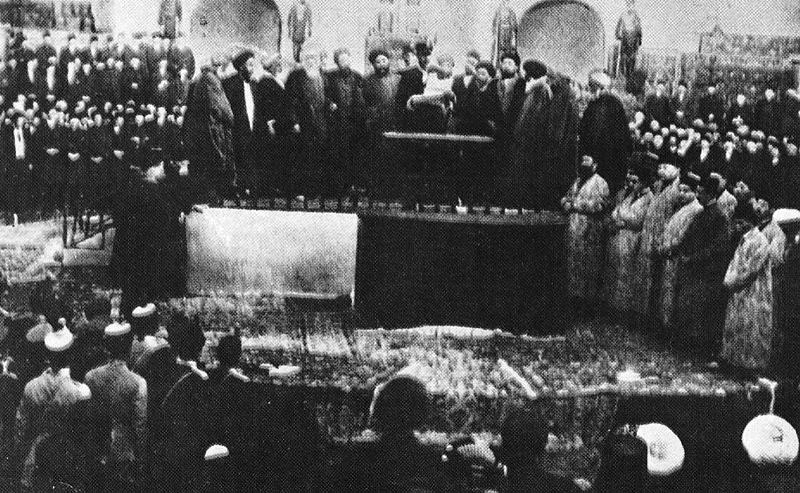
Reza Schah legt den Amtseid vor dem persischen Parlament ab

Nachdem die Umwandlung Irans in eine Republik gescheitert war, diskutierte die politische Klasse des Landes stattdessen die Absetzung des immer noch in Paris weilenden Ahmad Schah und die Ernennung Reza Pahlavis zum neuen Schah. Die im Jahre 1925 begonnene Umgestaltung Persiens zu einem Nationalstaat war gänzlich ohne die Beteiligung Ahmad Schahs erfolgt. Die Abgeordneten hatten erkannt, dass die von den insgesamt vier Kabinetten des Premierministers Reza Pahlavi vorgelegten und vom Parlament verabschiedeten Gesetze das Land grundlegend verändern würden, und dass ein die meiste Zeit in Europa weilender Kadscharenschah eigentlich nicht benötigt werde. Wenn schon keine Republik mit einem Präsidenten Reza Pahlavi möglich war, wollten sie Reza Pahlavi als neuen Schah. Am 29. Oktober 1925 trat das Parlament dann zusammen und beschloss am 31. Oktober 1925 die Absetzung der Kadscharendynastie, die Einrichtung einer provisorischen Regierung und die zeitlich befristete Ernennung Reza Chans zum neuen Staatsoberhaupt (Gesetz zur Absetzung der Kadscharen-Dynastie und zeitlich befristeten Ernennung von Reza Chan zum Staatsoberhaupt vom 31. Oktober 1925).

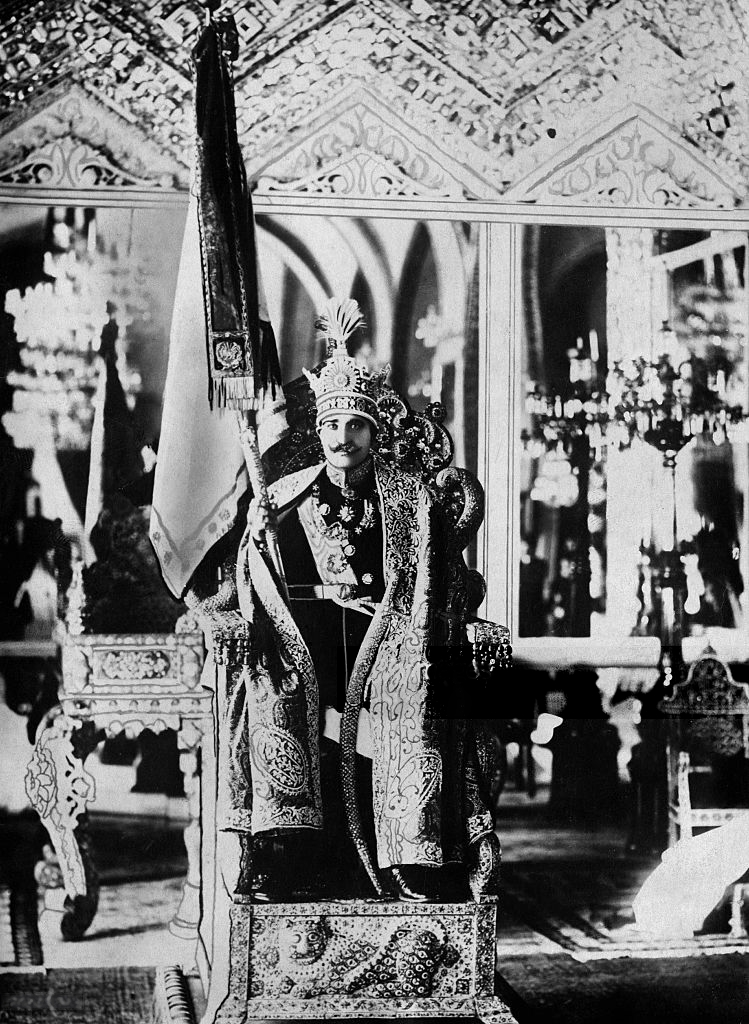
Krönungsfoto von Reza Schah Pahlavi mit der Pahlavi-Krone

Unmittelbar nach der Abstimmung im Parlament trat Reza Chan als Premierminister zurück und Mohammad Ali Foroughi wurde geschäftsführender Premierminister. Generalmajor Abdollah Chan Amir Tahmasbi, Brigadegeneral Yazdanpanah, Oberst Dargahi und Oberst Bouzarjomehri beschlagnahmten die königlichen Paläste. Der vom Parlament ebenfalls abgesetzte Kronprinz Mohammad Hassan Mirza wurde mit 5.000 Toman und einem Auto an die Grenze zum Irak gefahren. Er reiste unmittelbar zu seinem Bruder, Ahmad Schah Kadschar, nach Paris. Der Innenminister informierte alle Provinzgouverneure und der Außenminister alle Botschafter von der Entscheidung des Parlaments. Drei Tage nach der Abstimmung im Parlament legte Reza Chan den Amtseid ab und wurde neuer Herrscher in Iran. Am 2. November 1925 gab Reza Schah seine erste Erklärung als neues Staatsoberhaupt Persiens, gerichtet an die schiitische Geistlichkeit, ab. In ihr betonte er, dass der Wechsel an der Spitze des Staates den wahren religiösen Zielen des Islams folge. Die Geistlichkeit hatte sich zur Absetzung der Kadscharendynastie und zur Einsetzung eines neuen Monarchen nicht kritisch geäußert, sondern Reza Schah ihre Gefolgschaft versichert. Der Geistlichkeit war es einzig und allein darauf angekommen, die Errichtung einer Republik zu verhindern. Ahmad Schah sandte aus Paris ein Telegramm nach Teheran, dass er die Entscheidung des Parlaments nicht anerkenne, sich weiter als Schah Irans betrachte und sich an den Völkerbund in Genf wenden werde. Doch am selben Tag, an dem das Telegramm in Teheran einging, gratulierten die in Teheran verbliebenen Kadscharenprinzen demonstrativ Reza Chan zu seiner neuen Stellung als Staatsoberhaupt und Schah von Persien. Beginnend mit der Sowjetunion und Großbritannien am 3. November hatten zum 8. November 1925 alle in Teheran mit einem Repräsentanten vertretenen Staaten Reza Chan als neues Staatsoberhaupt anerkannt. Die Sowjetunion wertete mit Zustimmung Reza Schahs ihre Gesandtschaft zu einer Botschaft auf, was den sowjetischen Botschafter automatisch zum Doyen des diplomatischen Korps in Teheran machte.

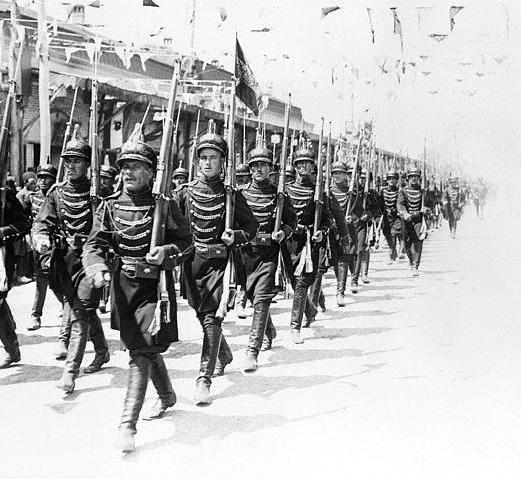
Militärparade in Teheran anlässlich der Krönung Reza Schahs, 1926

Am 6. Dezember 1925 trat eine gewählte verfassungsgebende Versammlung zusammen, die nach mehreren Tagen der Beratung am 12. Dezember 1925 mit 257 von 260 möglichen Stimmen eine Verfassungsänderung beschloss, mit der Reza Chan als neues Staatsoberhaupt und seine männlichen Nachkommen in direkter Linie als seine Nachfolger in der Verfassung festgeschrieben wurden. Drei sozialistische Abgeordnete enthielten sich der Stimme, da sie, obwohl sie Reza Chan politisch unterstützten, es mit ihrer republikanischen Gesinnung für unvereinbar hielten, dem Weiterbestehen der Monarchie zuzustimmen. Am 15. Dezember 1925 leistete Reza Chan den Treueeid auf die Verfassung und wurde zum Reza Schah Pahlavi erklärt. Mohammad Ali Foroughi wurde in seinem Amt als Premierminister bestätigt. Die Krönungszeremonie fand am 25. April 1926 statt. Vor der Krönung musste erst eine neue Krone, die Pahlavi-Krone, angefertigt werden, da Reza Pahlavi es ablehnte, die Kadscharenkrone aufzusetzen. Reza Schah Pahlavi erhielt später vom Parlament den Beinamen „Reza Schah der Große“. Sein Sohn Mohammad Reza Pahlavi war bereits am 27. Januar 1926 per Dekret von Reza Schah zum Kronprinzen bestimmt worden.
1925 war Iran nahezu bankrott. Das Finanzwesen war unterentwickelt, eine nennenswerte industrielle Produktion gab es nicht. Die Wirtschaft Irans war eine Agrarwirtschaft. Von den zehn Millionen Einwohnern ernährten sich die meisten von der Landwirtschaft, die Hälfte davon als landlose Bauern. 2,5 Millionen waren Nomaden. Nur zwei Millionen Menschen lebten in Städten. Eine iranische Wirtschaft gab es so gut wie gar nicht. Selbst die Landwirtschaft wurde nicht im nationalen Stil betrieben, sondern war als regionale Selbstversorgung organisiert. Es gab nur wenige hundert Kilometer ausgebaute Straßen, kein überregionales Eisenbahnnetz und nur einen einzigen Hafen (Bandar Anzali), der modernem Standard entsprach. Zum Vergleich: Ägypten und die Türkei hatten aus der Erbmasse des osmanischen Reiches 4500 km Eisenbahnnetz übernommen. In Iran gab es kein modernes Rechtswesen, kein Gesundheitswesen, keine Hochschulen und keine iranische Zentralbank. Straßen hatten keine offiziellen Namen, Häuser keine Hausnummern, und die Menschen, die in ihnen wohnten, waren nirgendwo erfasst. Im Grunde gab es nur eine auf ein Mindestmaß beschränkte staatliche Verwaltung. Der alte Feudalstaat der absolutistischen Monarchie des 19. Jahrhunderts hatte aufgehört zu existieren, ohne dass in der ersten Hälfte des 20. Jahrhunderts ein neuer Staat entstanden wäre.
Die Fremdherrschaft durch Briten und Russen, die Besatzung durch ausländische Truppen im Ersten Weltkrieg, separatistische Bewegungen in vier der größten und ökonomisch wichtigsten Provinzen, der Versuch der Machtübernahme durch Bolschewiken in den an die Sowjetunion angrenzenden Provinzen – so sah Iran in der Nachkriegszeit aus. Die noch weitgehend vom Regierungsstil der absolutistischen Monarchie geprägte alte politischen Klasse hatte versagt. Die Zeit für einen neuen Typus von Politiker, der eine starke Zentralregierung befürwortete und national dachte, schien gekommen.

### Nationenbildung

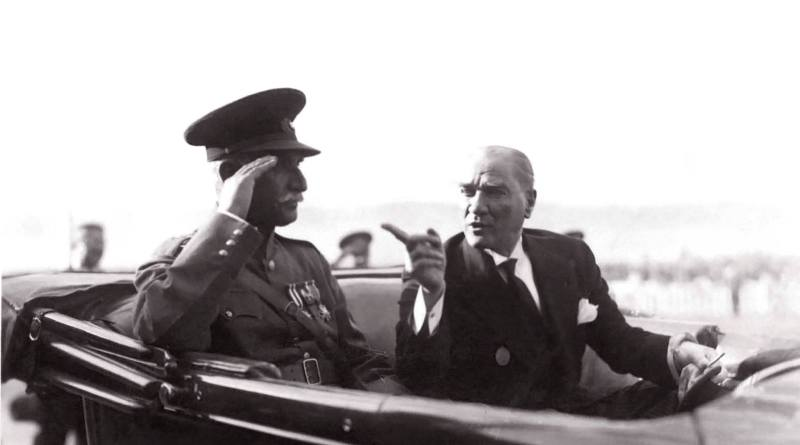
Reza Schah und Kemal Atatürk im Jahre 1934. Ursprünglich hatte Reza Schah geplant, das Land zur Republik zu erklären, wie es Atatürk in der Türkei getan hatte, gab aber die Idee angesichts der britischen und klerikalen Opposition auf.

Schah Rezas Politik hatte das Ziel, mit einem umfassenden Reformprogramm, das man heute Nationenbildung (Nation Building) nennen würde, ein modernes Persien zu schaffen und eine starke Zentralisierung des Regierungssystems durchzusetzen. Seine Pläne beinhalteten die Industrialisierung, die Verbesserung der Infrastruktur, vor allem den Eisenbahnbau, die Etablierung eines nationalen Schulsystems, die Reform des Rechtssystems, die Verbesserung des Gesundheitswesens und die Zurückdrängung des Einflusses der Kleriker. Neben dem technischen Aufbau des Landes erfolgte eine breit angelegte Förderung von Kunst und Kultur. Als geistige Grundlage der Nationenbildung diente vor allem Firdausis Schahname, das aus dem 10. Jahrhundert stammende Nationalepos der Perser, in dem die Geschichte Persiens in nahezu 60.000 Versen vom Entstehen der menschlichen Zivilisation bis zum Untergang des Sassanidenreiches durch die arabische Eroberung und anschließende Islamisierung geschildert wird. Bereits unter Premierminister Reza Chan wurde vom Parlament ein Gesetz zum Neubau des Grabmals von Firdausi verabschiedet, das nach zehnjähriger Bauzeit von Reza Schah 1934 eingeweiht werden konnte.

#### Reform des Rechtssystems
Unter den engsten Beratern Reza Schahs, dem Hofminister Abdolhossein Teymurtash und dem Justizminister Ali-Akbar Davar, gab es die übereinstimmende Meinung, dass neben dem Bau der Transiranischen Eisenbahn die Reform des Rechtssystems an erster Stelle stehen müsse. Im Frühjahr 1927 erhielt Justizminister Davar vom Parlament die Erlaubnis, das Justizministerium für vier Monate zu schließen, um den gesamten Verwaltungsapparat und das Gerichtswesen zu reformieren, inkompetente und korrupte Angestellte und Richter zu entlassen und durch neue Richter zu ersetzen. Für Notfälle waren zur Überbrückung Schlichtungsstellen eingerichtet worden. In einer unglaublichen Leistung gelang es, die Reform wie geplant umzusetzen, so dass Reza Schah das neue Justizministerium nach vier Monaten eröffnen konnte. Die meisten der neuen Richter waren junge Männer, die nicht wie bisher eine klerikale, sondern eine säkulare Ausbildung durchlaufen hatten.
Bis Mai 1928 war in speziellen Kommissionen, die teilweise vom Justizminister selbst geleitet wurden, ein bürgerliches Gesetzbuch erarbeitet und vom Parlament verabschiedet worden. Die Rechtsnormen waren nach dem Vorbild des Code civil unter Beachtung des islamischen Rechts schiitischer Ausprägung gestaltet worden. Das Gesetzbuch war offensichtlich so gut gelungen, dass es mit kleineren Ergänzungen auch heute noch in Iran trotz der Islamischen Revolution von 1979 Gültigkeit hat. Mit dem Inkrafttreten des neuen Gesetzbuches und der Reform der Gerichtsbarkeit wurde auch die Sondergerichtsbarkeit für Ausländer aufgehoben. 1936 wurde im Rahmen der Justizreform die Unabhängigkeit der Scharia-Tribunale abgeschafft. Der islamische Rechtsgelehrte (Mudschtahid) hatte nur noch die Fragen des Ehestandes und in religiösen Fragen zu entscheiden. Durch die Einführung öffentlicher Notare für die Beurkundung allgemeiner Verträge sowie von Eheverträgen wurde dem Klerus auch das Recht zu öffentlichen Beurkundungen genommen.

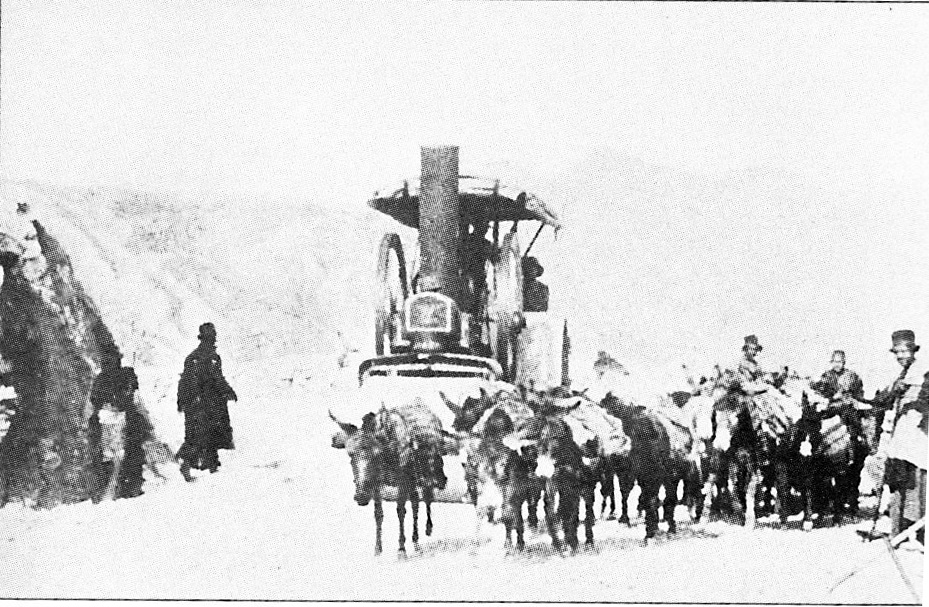
Bau von Überlandstraßen

1926 wurden eine einheitliche Grundsteuer und die Wehrpflicht eingeführt. 1927 wurden alle früheren Staatsverträge aufgelöst und die persische Nationalbank gegründet. Bis Ende 1928 war das gesamte Wirtschafts-, Straf- und Zivilrecht nach westlichen Vorbildern umgestaltet. 1932 wurden die bisher erteilten Öl-Konzessionen widerrufen. 1935 wurde die internationale Gemeinschaft gebeten, das Land fortan nicht mehr Persien, sondern – entsprechend der einheimischen Bezeichnung – Iran (Land der Arier) zu nennen. Die ersten nationalen Kultureinrichtungen und Museen entstanden, auch wurde eine Akademie für persische Sprache gegründet, die vor allem arabische und türkische Wörter durch persische ersetzen sollte.

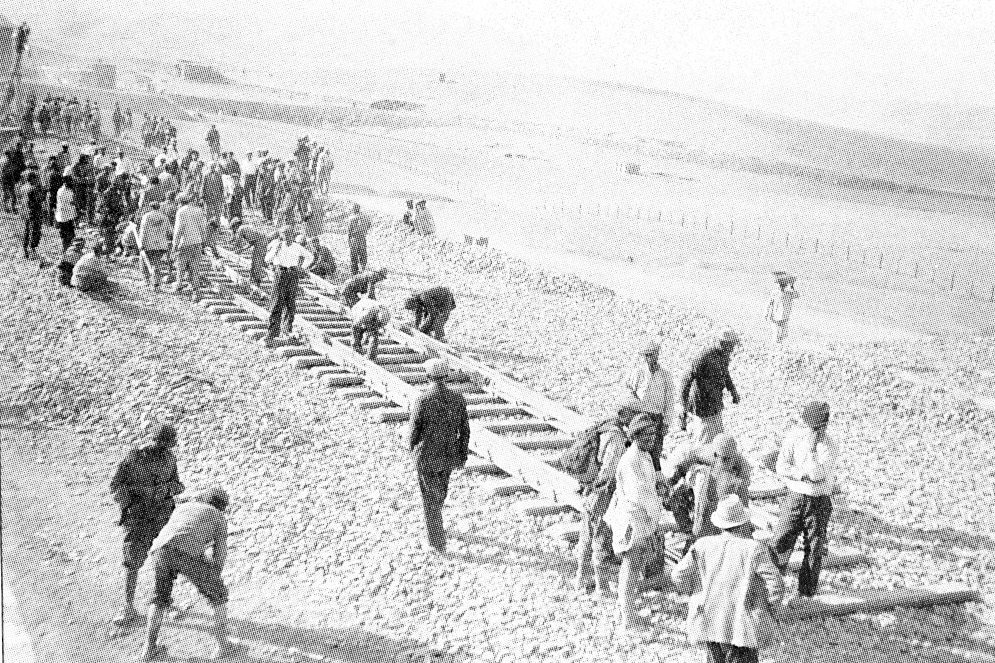
Bau der transiranischen Eisenbahn

#### Transiranische Eisenbahn
Das zweite Großprojekt, das Reza Schah in Angriff nahm, war der Bau eines überregionalen Eisenbahnnetzes. Für Iran war der Bau der Transiranische Eisenbahn mehr als eine Investition in ein neues Transportsystem. Im Grunde bedeutete es den Einstieg in die Industrialisierung des Landes. Der Eisenbahnbau sollte Iran den Weg aus der Agrarwirtschaft ins Industriezeitalter ebnen und dem Land das Selbstvertrauen zurückgeben, das es in der Zeit der britischen und russischen Fremdbestimmung verloren hatte. Um dieses Projekt über 125 Millionen US-Dollar aus eigener Kraft finanzieren zu können, wurde ein Aufschlag auf alle Tee- und Zuckerimporte erhoben. Seit 1928 bauten amerikanische und deutsche Firmen die ersten Probestrecken. 1933 wurde dann der Gesamtauftrag an das dänisch-schwedische Kampsax-Konsortium übergeben, das die fertige Strecke 1939 übergeben konnte.

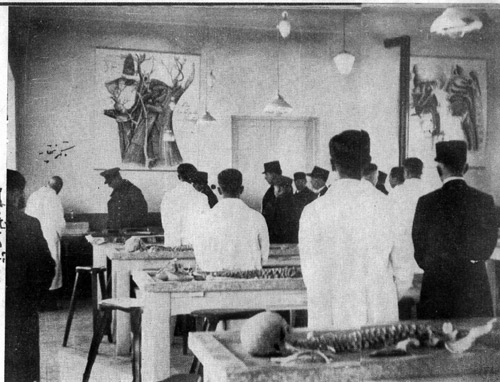
Eröffnung der medizinischen Fakultät der Universität Teheran

#### Reform des Bildungssystems

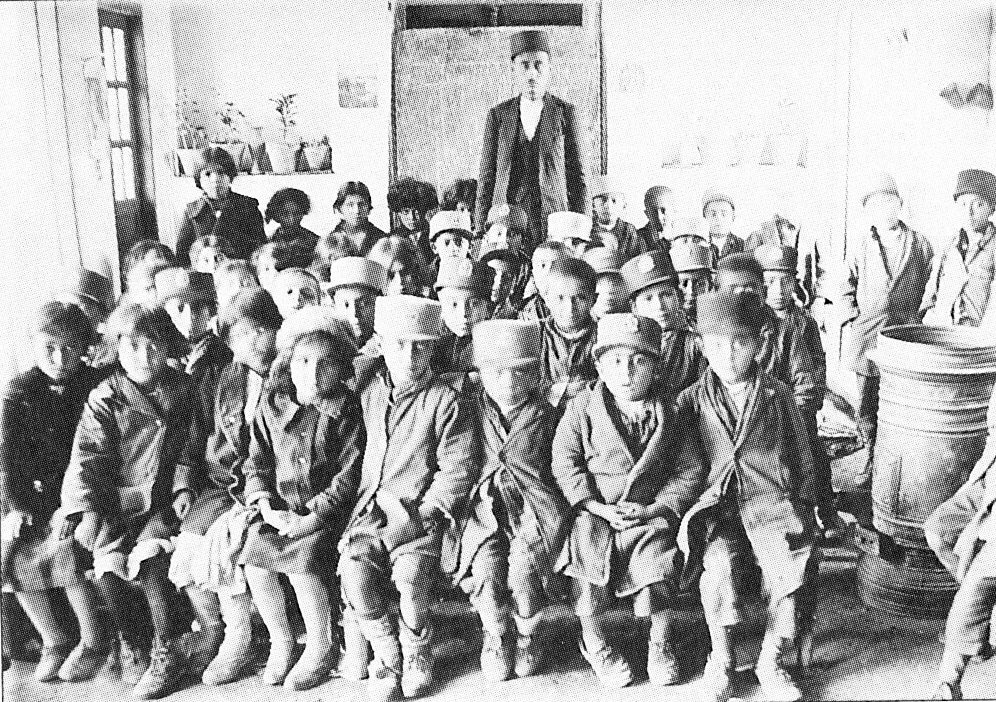
Einführung der allgemeinen Schulpflicht

Ein drittes großes Entwicklungsvorhaben war die Erneuerung des Bildungswesens. Mit der Einführung der allgemeinen Schulpflicht für 6- bis 13-Jährige war eine Ausweitung des Bildungsangebots verbunden. Die Zahl der Grundschulen wurde bis 1939 vervierfacht, die Zahl der Gymnasien versechsfacht. Das Bildungswesen, das bis dahin in den Händen des Klerus lag, wurde säkularisiert. Mädchen unterlagen der Schulpflicht ebenso wie Jungen. Bildungseinrichtungen für Lehrer wurden ausgebaut oder neu geschaffen, die Universität von Teheran gegründet und das Militär erhielt eine Militärakademie. 1928 wurde ein staatliches Stipendienprogramm geschaffen, das pro Jahr etwa 100 der Jahrgangsbesten ein Studium im Ausland finanzierte. Bis 1941 hatten 2395 Stipendiaten ein Auslandsstudium aufgenommen, von denen 425 ihr Studium abschlossen und nach Iran zurückkehrten. Das Auslandsstudium für wohlhabende Perser kam unter Reza Schah (der erst als Erwachsener lesen und schreiben lernte) in Mode, ebenso das Faible für die französische Sprache. Seinen Sohn, den späteren Schah Mohammad Reza Pahlavi, schickte er zur Ausbildung in die Schweiz.

#### Aufbau der Gesundheitsversorgung
Die vierte Aufgabe, die unter Reza Schah in Angriff genommen wurde, war der Aufbau einer modernen Gesundheitsversorgung. 1926 wurde ein Gesundheitsamt gegründet, aus dem sich später das Gesundheitsministerium entwickelte. 1929 wurde mit der systematischen Impfung gegen Pocken, dem Kampf gegen die Malaria und Trachom-Erkrankungen begonnen. 1932 mussten sich alle Ärzte einer einheitlichen Prüfung unterziehen, um weiter praktizieren zu dürfen. In allen Provinzhauptstädten wurden Hospitäler eingerichtet. Einrichtungen wie die Roter-Löwe-mit-Roter-Sonne-Gesellschaft Iran, das iranische Pendant zum Roten Kreuz, und Mutter-Kind-Einrichtungen für Witwen und Waisen wurden unter Reza Schah geschaffen.
Reza Chan selbst ließ sich seine totale Kautschuk-Prothese für Ober- und Unterkiefer jedoch von Alfred Kantorowicz, einem 1933 in die Türkei emigrierten Zahnmediziner aus Deutschland, der ihm von Atatürk empfohlen wurde, 1935 in Istanbul anfertigen und anpassen.

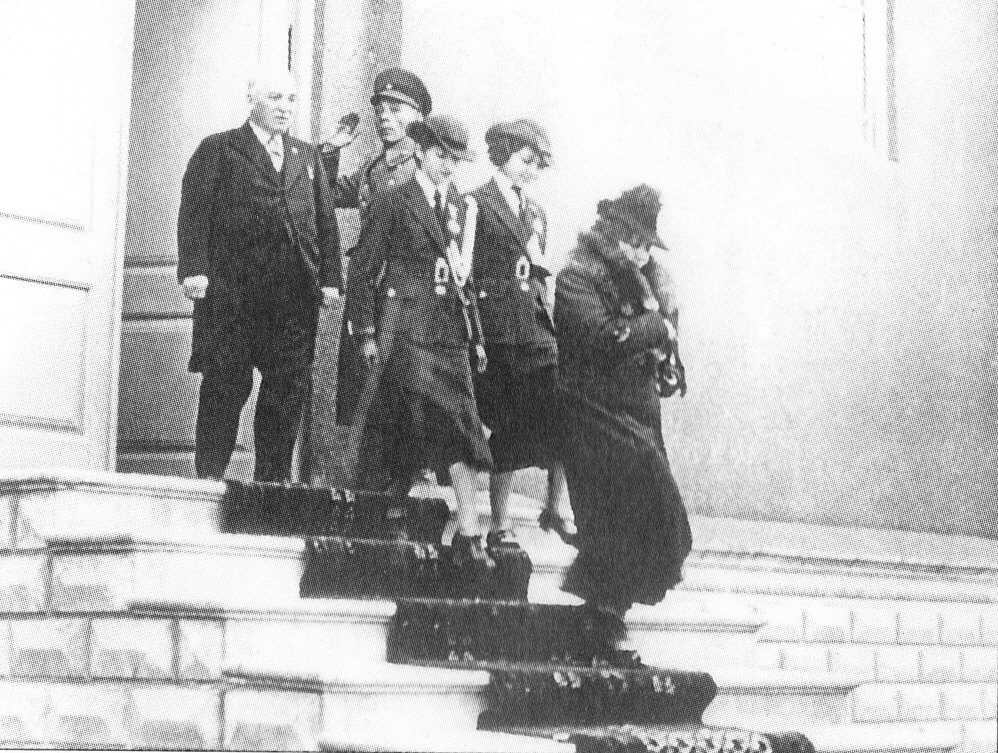
Reza Schah mit Frau und Töchtern anlässlich des Tags zur Befreiung der Frau, 7. Januar 1936

#### Abschaffung des Tschadors

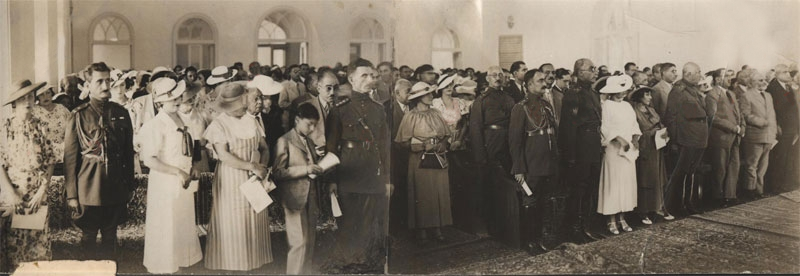
Empfang zur Einweihung des Lehrerseminars in Teheran am 7. Januar 1936

Auch die traditionelle Kleidung der Iraner wurde auf Anordnung Reza Schahs 1935 abgeschafft. Den Beginn machten die Männer, die westliche Kleidung und einen westlichen Hut statt des bisher üblichen Kolah tragen sollten. Als in Maschhad dagegen demonstriert wurde, wurde der Protest durch Rezas Truppen gewaltsam eingedämmt. Am 7. Januar 1936 folgte für Frauen die Abschaffung des Tschadors. „Nie ist hierüber irgendein Gesetz oder auch nur ein öffentlicher Erlass ergangen; nur im Stillen war die Parole ausgegeben worden.“ Die Ehefrau von Reza Schah und seine beiden Töchter waren zusammen mit den Ministern und ihren Frauen an diesem Tag zur Einweihung des neu gegründeten Teheraner Lehrerausbildungsinstituts ohne Tschador erschienen. Reza Schah erinnerte in seiner Ansprache daran, dass die Frauen so außerhalb der Gesellschaft standen, dass sie bei Volkszählungen nicht mitgezählt wurden. Der nächste Schritt der Integration der Frauen in das öffentliche Leben war ein Empfang des Parlamentspräsidenten, zu dem die Abgeordneten mit ihren unverschleierten Frauen erschienen. Diesem Beispiel folgte ein Ministerium nach dem anderen. In Qom gab der höchste Geistliche der Grabmoschee einen Empfang, bei dem alle Moscheebeamten mit ihren unverschleierten Damen anwesend waren. Nachdem der Boden soweit vorbereitet worden war, erhielten Frauen auch Zutritt zum Erwerbsleben. „Eilig eingerichtete Kurse für Schneiderei und Stenographie wussten sich vor dem Andrang der Lerneifrigen nicht zu retten.“ Der 7. Januar wurde daher in der Pahlavi-Dynastie als „Tag der Befreiung der Frau“ gefeiert.

#### Ausbau der Hauptstadt Teheran

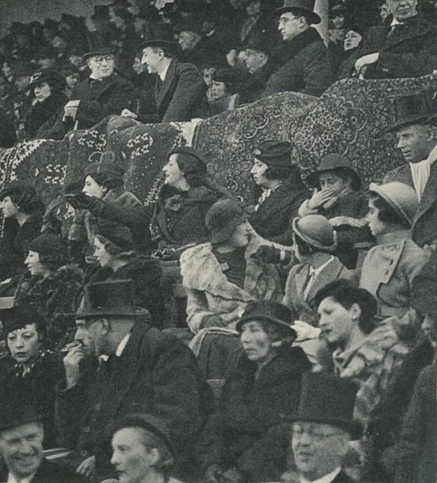
Teheraner beim Pferderennen, 1935

Aufgrund der zahlreichen Bauprojekte, die mit Hilfe deutscher Ingenieure umgesetzt wurden, entwickelte sich die Hauptstadt Teheran zu einer modernen Großstadt westlichen Zuschnitts. Für die Ministerien des neu entstehenden Staates wurden neue Verwaltungsgebäude nach deutschem Vorbild gebaut. Ein Zentralbahnhof entstand, von dem aus die Züge der Transiranischen Eisenbahn in den Norden und Süden des Landes abfuhren. Auf der neu geschaffenen Pferderennbahn wurden Galopprennen veranstaltet. Wohn- und Bürohäuser im Stil der Art-déco-Architektur traten neben Bauten im Stil der Kadscharen. Durch Zuzug wuchs die Hauptstadt Teheran rasch über die bisherigen Stadtgrenzen hinaus. Neubauviertel entstanden. Stadttore, die Stadtmauer und Teile der Altstadt Teherans wurden zu Gunsten breiter Boulevards und Einkaufsstraßen abgerissen. Mit der Pahlavi-Straße, heute Valiasr-Straße, wurde eine 19,3 km lange Verbindungsstraße vom Teheraner Zentralbahnhof bis in den Norden der Stadt nach Tadschrisch gebaut. Die von Platanen gesäumte Straße teilt die Metropole in einen westlichen und östlichen Teil. Sie gilt als eine der ältesten Hauptachsen der Stadt und bildet gleichzeitig deren Handelszentrum.

#### Ende der Reformen mit der anglo-sowjetischen Invasion Irans
Es ist unbestritten, dass Iran unter Reza Schah die ersten Schritte ins Industriezeitalter erfolgreich bewältigt, sich aus der britischen und russischen Fremdbestimmtheit weitgehend gelöst hatte und in einer zweiten Entwicklungsphase zu den modernen westlichen Industrienationen hätte aufschließen können, wäre die nationale Entwicklung nicht jäh durch den Ausbruch des Zweiten Weltkriegs durch die anglo-sowjetische Invasion Irans unterbrochen worden.

### Die Ölfrage
Reza Schah versuchte zwischen den damaligen Weltmächten Großbritannien und Sowjetunion einen Freiraum für die Entwicklung Irans zu erreichen. Der frühe britische Einfluss auf die Ölindustrie durch die Anglo-Persian Oil Company (APOC) bestimmte das Unabhängigkeitsstreben Persiens bzw. Irans. Die APOC wurde 1908 gegründet und 1935 in Anglo-Iranian Oil Company (AIOC) umbenannt. Die Aktienmehrheit lag mit 52,5 Prozent in der Hand des britischen Staates. Der iranische Staat hatte keinen Anteil an der APOC. Für Iran war lediglich ein Anteil am Gewinn der APOC von 16 Prozent vorgesehen. Wie sich der Gewinn errechnete, konnte von Iran nicht kontrolliert werden, da die APOC Verträge mit weiteren, gesondert gegründeten Gesellschaften besaß, über die die Verarbeitung, der Verkauf und der Transport des geförderten Öls und der daraus gewonnenen Produkte abwickelt wurde und die der APOC „ihre Dienste“ in Rechnung stellten. Über die frei bestimmbaren Verrechnungspreise dieser Gesellschaften konnte der Gewinn der APOC „gestaltet“ werden. So verwundert es nicht, dass allein die Steuereinnahmen, die der britische Staat durch die Ölgeschäfte erhielt, ein Vielfaches von dem betrugen, was der iranische Staat an Konzessionsabgaben einnahm.
Reza Schah beauftragte 1928 Abdolhossein Teymurtash, die Verträge, die auf der 1901 noch von Mozaffar ad-Din Schah für eine Einmalzahlung von 20.000 britische Pfund an William Knox D’Arcy erteilten und eigentlich bis 1961 gültigen Konzession basierten, zwischen dem iranischen Staat und der APOC neu zu verhandeln. Teymurtash forderte, dass 25 % des Aktienkapitals der APOC dem iranischen Staat übertragen und eine Mindestdividende von 12,5 % auf die Aktien ausgeschüttet werden müssten. Darüber hinaus sollten 2 Cent pro Fass plus 4 % Umsatzsteuer an den iranischen Staat abgeführt und das Fördergebiet der APOC deutlich eingeschränkt werden. Nachdem sich die Verhandlungen bis 1932 ohne greifbare Ergebnisse hingezogen hatten, entließ Reza Schah Teymurtash und führte die Verhandlungen persönlich weiter. Das iranische Parlament erklärte per Beschluss mit Datum vom 1. Dezember 1932 die D’Arcy erteilte Konzession für ungültig. Das neue Abkommen, das am 28. Mai 1933 vom iranischen Parlament bestätigt wurde, hatte eine Laufzeit von 60 Jahren und reduzierte das Fördergebiet auf 100.000 Quadratmeilen. Die APOC musste dem iranischen Staat eine an der Fördermenge und den Marktpreisen ausgerichtete jährliche Konzessionsabgabe zahlen, die im Minimum 750.000 britische Pfund betrug.
Darüber hinaus wurde die APOC, die 1935 in AIOC (Anglo-Iranian Oil Company) umbenannt wurde, vertraglich verpflichtet, iranische Techniker und Ingenieure in England auszubilden und bevorzugt einzustellen, statt wie bisher alle bedeutsamen Positionen mit Briten zu besetzen. Diese Ausbildungsklausel des neuen Vertrages bildete letztlich die Voraussetzung für den Weiterbetrieb der Ölanlagen nach der Verstaatlichung der AIOC am 15. März 1951 durch das iranische Parlament. Nahezu alle Iraner, die zu Beginn der neu gegründeten NIOC (National Iranian Oil Company) leitende Positionen übernahmen, waren auf der Grundlage des 1933 geschlossenen Abkommens in England ausgebildet worden.

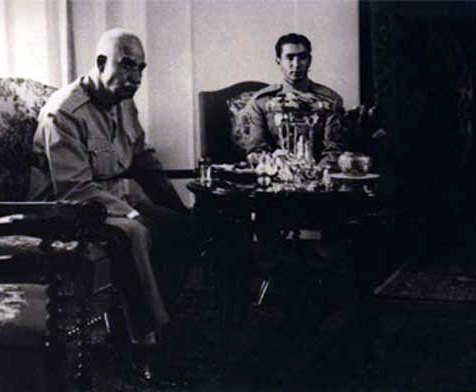
Reza Schah und Kronprinz Mohammad Reza Pahlavi, Sept. 1941, wenige Tage vor der Abdankung von Reza Schah

### Zweiter Weltkrieg
Mit dem Ausbruch des Zweiten Weltkrieges erklärte Iran seine Neutralität. Die Erdölvorkommen in Iran bekamen eine strategische Bedeutung, Deutschland war kurz vor dem Beginn des Kriegs größter Handelspartner Irans. Großbritannien forderte von Iran, alle deutschen Staatsangehörigen auszuweisen. Nach Hitlers Angriff auf die Sowjetunion am 22. Juni 1941 planten die Alliierten eine Nachschublinie („Persischer Korridor“) durch Iran, was dieser aufgrund der erklärten Neutralität nicht gewähren konnte. Großbritannien und die Sowjetunion marschierten daraufhin am 25. August 1941 in das Land ein.

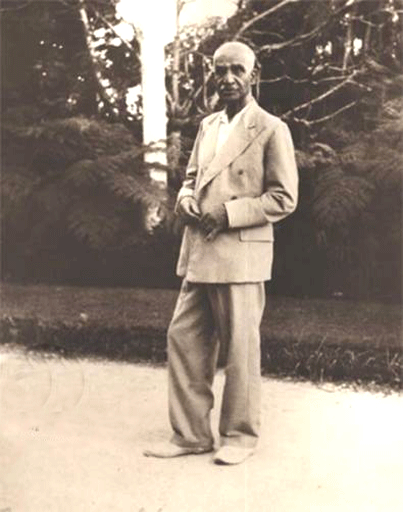
Reza Schah Pahlavi im Exil in Johannesburg

### Abdankung
Reza Schah ordnete die allgemeine Mobilmachung an. Da schnell klar wurde, dass militärisch gegen die britischen und sowjetischen Truppenverbände wenig auszurichten war, erklärte Iran am 26. August einen einseitigen Waffenstillstand. Am 27. August trat Premierminister Ali Mansur zurück. Reza Schah ernannte Ali Forughi zum neuen Premierminister, der umgehend mit dem britischen und sowjetischen Botschafter zusammentraf. Sie forderten die sofortige Abdankung Reza Schahs und den Thronverzicht des Kronprinzen Mohammad Reza. Die Briten dachten zunächst an die Einsetzung eines Kadscharenprinzen, Mohammad Hassan, schlugen dann aber vor, dass ein von ihnen bestimmter Vizekönig die Regierungsgeschäfte übernehmen sollte. Die Frage der Ablösung der Pahlavis durch einen Kadscharen wurde von den Briten sowohl in den 40er- wie in den 50er-Jahren in Betracht gezogen. Problematisch war allerdings, dass Hamid, der Sohn Mohammad Hassans, der ebenfalls als Thronprätendent in Frage kam, inzwischen den Nachnamen Drummond angenommen hatte, britischer Staatsbürger geworden war, in der britischen Handelsmarine diente und kein Wort Persisch sprach.
Am 30. August 1941 wurde Iran von den Sowjets und Briten in drei Zonen geteilt. Die nördliche Zone fiel unter die Verwaltung der Sowjets, die südliche Zone mit den Ölgebieten wurde von den Briten verwaltet. Unter iranischer Verwaltung verblieb ein schmaler Streifen in der Mitte des Landes rund um Teheran. Am 14. September forderten der britische und sowjetische Botschafter Reza Schah ultimativ auf, bis zum 17. September 12 Uhr zurückzutreten. Sollte dies nicht geschehen, würde Teheran besetzt, die Monarchie abgeschafft und eine Besatzungsverwaltung errichtet werden. Vorausgegangen war eine von Churchill initiierte Propagandakampagne über einen im Irak stationierten britischen Radiosender. In den an das iranische Volk gerichteten Sendungen wurde Reza Schah vorgeworfen, dass er sein Volk schlecht regiere, es seit Jahren ausbeute und sich auf Kosten der hart arbeitenden iranischen Bevölkerung schamlos bereichere.

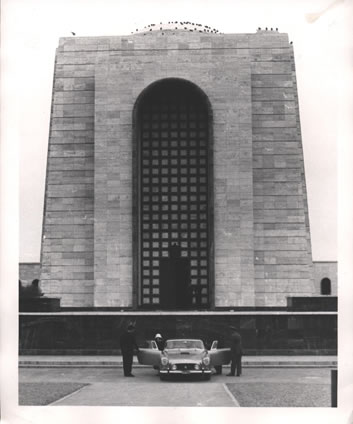
Das Mausoleum von Reza Schah Pahlavi vor seinem Abriss nach der Islamischen Revolution

Am Morgen des 16. September 1941 (25. Schahriwar 1320) unterzeichnete Reza Schah seine Abdankungserklärung zu Gunsten seines Sohnes Mohammad Reza. Um 9:30 Uhr stimmte das Parlament (Majlis) der Abdankung zu. Um die Festsetzung Mohammad Rezas vor seiner Vereidigung als Schah durch britische oder sowjetische Agenten zu verhindern, wurde er in Zivil in einem alten Chrysler zwischen Vorder- und Rücksitz versteckt über den Dienstboteneingang in das Parlament gebracht. Um 16:00 Uhr schwor er vor dem Parlament den Treueeid auf den Koran und übernahm ab 17. September 1941 die Regierungsgeschäfte als Schah.

### Exil und Tod
Nach der Abdankung hatte Reza Schah Pahlavi seine Absicht bekundet, ins Exil nach Argentinien auszureisen. Er fuhr mit einem britischen Dampfer nach Bombay, wo ihm auf Anweisung der britischen Behörden eröffnet wurde, dass sein neuer Aufenthaltsort die Insel Mauritius sei (Teil der britischen Commonwealth). In Argentinien hätte nach britischer Ansicht die Gefahr bestanden, dass Reza Pahlavi mit der deutschen Regierung zusammenarbeiten würde. Trotz seiner Abdankung und der Besetzung Irans durch britische und russische Truppen war Reza Schah bei vielen seiner Landsleute noch immer beliebt, so dass man in ihm von britischer Seite nach wie vor eine Gefahr sah, auch wenn er sich nicht mehr im Lande aufhielt.
Sein Sohn Mohammad Reza Schah intervenierte beim britischen Botschafter und erreichte, dass sein Vater von Mauritius nach Johannesburg ausreisen konnte. Reza Schah Pahlavi erlag am 26. Juli 1944 im Exil in Johannesburg, Südafrika einem Herzanfall. Das Haus, in dem er in Johannesburg seine letzten Jahre verbrachte, wurde zu einem Museum umgestaltet. Sein Leichnam wurde zunächst nach Kairo und später nach Iran überführt und am 7. Mai 1950 in ein Mausoleum, das zu seinen Ehren erbaut worden war, umgebettet. Nach der Islamischen Revolution 1979 wurde das Mausoleum auf Anweisung Ayatollah Ruhollah Chomeinis von Sadegh Chalchali gesprengt und dem Erdboden gleichgemacht.
Über den Verbleib der sterblichen Überreste Reza Pahlavis bestand danach Unklarheit. Am 25. April 2018 wurde bei Bauarbeiten in Rey südlich von Teheran, wo sich auch das zerstörte Mausoleum befunden hatte, ein mumifizierter Leichnam gefunden. Die im Exil lebenden Angehörigen der Herrscherfamilie Pahlavi äußerten die Vermutung, dass es sich dabei um die sterblichen Überreste Reza Pahlavis handle, und appellierten an die iranische Regierung, eine unabhängige Untersuchung derselben zuzulassen.

## Familie

### Vorfahren
Reza Khans Großvater Morad Ali Khan, so die offizielle Biographie, war Offizier in der persischen Armee und starb als Soldat bei der Belagerung der Stadt Herat (heute Afghanistan) im Jahr 1848. Morad Ali Khan hatte sieben Söhne. Der älteste, Cheraq Ali, war ebenfalls Offizier in der persischen Armee. Auch der jüngste Sohn, Abbas Ali Khan, auch bekannt als Dadash Beik, war Offizier. Weitere Söhne waren Nasrollah, Fazlollah und Abbasqoli. Die beiden anderen zwei Söhne können historisch nicht genauer genannt werden. Fraglich bleibt, ob alle Vorfahren Offiziere der persischen Armee waren, da die erste militärische Einheit das Kosakenregiment unter zaristischen Ausbildern und zaristischen Offizieren darstellte. Noch genauer wird Mohammad Reza Pahlavi in einem privaten Interview in Zürich am 17. Januar 1975, wo er zu Protokoll gibt: „[…] zu jener Zeit gab es keine reguläre Armee, sondern nur Bauern, die im Notfall zu den Waffen gerufen werden konnten.“
Der jüngste Sohn Abbas Ali wurde etwa 1815 geboren. Abbas Ali heiratete später zweimal und hatte mindestens vier Kinder, davon drei Kinder aus seiner ersten Ehe. Seine zweite Ehefrau Nooshafarin heiratete er etwa um 1877. Bei ihr handelte sich um eine Perserin, deren Vater ein Jahr zuvor aus Jerewan ausgewandert war, wobei es hierfür keine verlässlichen Quellen gibt. 1878 wurde der Sohn Reza geboren.

### Frauen
- 1895 heiratete Reza Khan seine Cousine Maryam,[42] die jedoch bei der Geburt der Tochter im Februar 1904 starb.
- 1916 heiratete Reza Khan Tādsch ol-Moluk (* 1896; † 10. März 1982), die Tochter von Teymur Khan, einem Wachtmeister kaukasischer Herkunft.[43]
- 1922 heiratete Reza Khan Turane, die Tochter eines Kadjaren. Die Scheidung folgte ein Jahr später.
- 1923 heiratete Reza Khan Esmat, die Tochter eines Kadjaren.

### Kinder
Aus der Ehe mit Maryam stammt die Tochter Hamdan-Os-Soltaneh (* 22. Februar 1904; † 1992).
Aus der Ehe mit Tādsch ol-Moluk gingen vier Kinder hervor,
- die älteste Tochter Schams (* 28. Oktober 1917; † 29. Februar 1996),
- Mohammad Reza (* 26. Oktober 1919; † 27. Juli 1980) und
- dessen Zwillingsschwester Aschraf (* 26. Oktober 1919; † 7. Januar 2016) sowie
- Ali Reza (* 1. April 1922; † 26. Oktober 1954 bei einem Flugzeugabsturz).

Aus der Ehe mit Turane ging ein Sohn, Gholam Reza (* 15. Mai 1923; † 7. Mai 2017), hervor.
Aus der Ehe mit Esmat gingen vier Söhne und eine Tochter hervor:
- Abdul Reza (* 7. Juni 1924; † 2004),
- Ahmed Reza (* 21. August 1925; † 1981),
- Mahmud Reza (* 4. Oktober 1926; † 2001),
- Fatemeh (* 30. Oktober 1928; † 1987) und
- Hamid Reza (* 4. Juli 1932; † 1992).

Das iranische Parlament schloss in der Thronfolge die Nachkommen von Kadscharen (und damit die Söhne Reza Schahs aus der dritten und vierten Ehe) per Gesetz aus.